# Astérios le Sophiste
Pour les articles homonymes, voir Astérios.
Astérios le Sophiste ou Astérios de Cappadoce est un théologien chrétien influent au début du IVe siècle, décrit par ses détracteurs comme un théoricien majeur de l'arianisme et du subordinatianisme mais qui demeure un personnage assez mal connu, dont la position était peut-être plus modérée.
Si ses travaux ont probablement constitué une source d'inspiration importante pour Arius, il semble qu'Asterios ait plutôt cherché le compromis entre les premiers ariens et les nicéens stricts.

## Éléments biographiques

### Subordinatianisme
Les éléments conservés sur Astérios — connu aussi sous les noms d'Astérios, Astérius ou Astère  « l'Arien » ou « de Cappadoce »  — sont peu nombreux et le personnage reste mal connu. Natif de la Cappadoce, d'abord païen, il se rend à Antioche où il aurait été élève de Lucien d'Antioche. D'après Philostroge, il aurait apostasié et sacrifié aux idoles lors d'une persécution sous de Maximien Hercule, avant de revenir à la foi de l'Église grâce à son maître Lucien.   
Bien que pour cette raison il n'ait pas eu accès au sacerdoce, Astérios apparait pour ses détracteurs comme un ardent propagandiste de la doctrine de la « nouvelle sagesse », un subordinatianisme radical qu'il développe dans un opuscule, le Syntagmation, qu'à l'instigation du parti eusébien, il lit en public dans les assemblées chrétiennes de Syrie et d'ailleurs, peu avant le concile de Nicée (325): pour lui et selon la restitution qu'en fait son contradicteur Athanase d'Alexandrie, le Christ — créé par la volonté du Père et « exacte image »  de celui-ci — n'est pas la puissance éternelle de Dieu mais la première des puissances créées par celui-ci, parmi les innombrables que le Créateur utilise à ses fins. Ainsi, pour Astérios, si Dieu a toujours eu le potentiel d'être Père, même avant la génération du Fils, la paternité de Dieu n’implique pas une coéternité avec le Fils. 
Athanase prend d'ailleurs violemment à partie le sophiste, qualifié de « sacrificateur » ou encore d'« avocat de l'hérésie » et l'accusant d'avoir inspiré Arius et les Eusébiens dans l’élaboration et la défense de la théologie arienne : dans son De decretis, Athanase évoque des passages où Arius aurait emprunté des concepts théologiques d’Astérios, comme le rôle subordonné du Fils dans la création. Le Syntagmation d'Astérios est d'ailleurs considéré par Athanase comme une source d'inspiration majeure du Thalia d’Arius.  

### Après Nicée
Il semble qu'après le concile de Nicée, Astérios se soit attaché à la défense d'Eusèbe de Nicomédie, condamné à l'exil, en démarchant des évêques afin qu'ils souscrivent souscrire à une lettre adressée à l'empereur Constantin, démarche qui a peut-être influencé le rappel d'Eusèbe quelques mois plus tard. Un autre texte de la main d'Astérios, rédigé en 331 ou 335 est réfuté par Marcel d'Ancyre dans son ouvrage aujourd'hui perdu De la soumission du Christ, avant que le sophiste, selon Philostorge qui lui attribue plusieurs lettres, n'infléchisse considérablement sa pensée pour se rapprocher de la doctrine nicéenne.  
En outre, l'examen de sa profession de foi partiellement mentionnée par Marcel d'Ancyre et reprise dans le credo du concile d'Antioche de 341 auquel il semble avoir participé, laisse plutôt penser qu'au contraire de ce qu'en présentent ses détracteurs Athanase et Marcel, Astérios recherche plutôt le compromis entre les premiers ariens et les nicéens stricts. S'il ne semble pas avoir fait d'émule à l'exception de Dianios de Césarée, cette voie moyenne semble avoir inspiré la théologie du successeur de ce dernier, Basile de Césarée.  
Jérôme de Stridon, présentant Astérios comme « un philosophe de la faction arienne », lui consacre une courte notice biographique qui mentionne en outre des commentaires  sur des Évangiles et sur l'Épître aux Romains, aujourd'hui disparus, ainsi que trente et une homélies sur les Psaumes qui seront éditées par Marcel Richard en 1956.